# Fredrik Karl av Württemberg
Fredrik Karl av Württemberg, född 21 februari 1808 på slottet Comburg , död 9 maj 1870, var en tysk prins, son till Paul av Württemberg. 
Han var gift sedan 1845 med sin kusin Katharine av Württemberg (1821-1898), dotter till Vilhelm I av Württemberg och Pauline av Württemberg.

## Barn
- Vilhelm II av Württemberg (1848-1921)